# 斯坦菲爾德 (北卡羅萊納州)
斯坦菲爾德（英語：Stanfield）是一個位於美國北卡羅萊納州斯坦利縣的城鎮。

## 人口
根據2020年美國人口普查的數據，斯坦菲爾德的面積為11.58平方千米，皆為陸地。當地共有人口1585人，而人口密度為每平方千米137人。